# Mount Smart (Neuseeland)

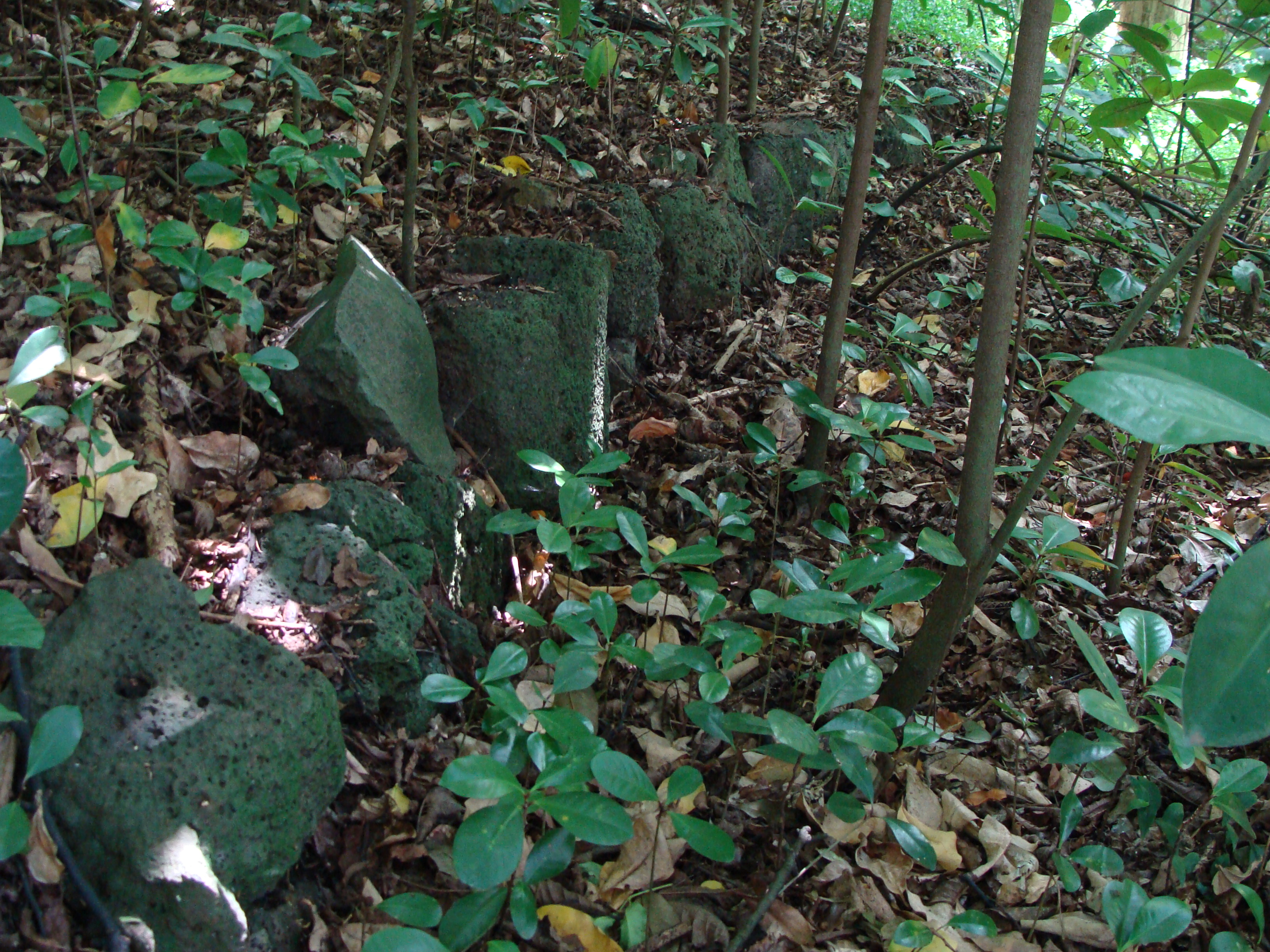
Die Rarotonga Bush Reserve bedeckt die Reste der Basis des Mount Smart

Mount Smart ist einer der Vulkane des Auckland Volcanic Field. Der  Schlackenkegel war einst 87 m hoch, er erhob sich 57 m über dem Umland. Auf ihm stand ein Pā der Māori, die ihn  Rarotonga nannten. Der Hügel wurde durch Steinbrüche weitgehend abgetragen, an seiner Stelle steht heute das Stadion Mount Smart Stadium.